# Phengaris formosana
Phengaris formosana är en fjärilsart som beskrevs av Matsumura 1926. Phengaris formosana ingår i släktet Phengaris och familjen juvelvingar. Inga underarter finns listade i Catalogue of Life.